# Phare d'Outão
Le phare d'Outão est un phare situé dans le Fort de Santiago do Outão dans la municipalité de Setúbal, dans le district de Setúbal (Région de Lisbonne-et-Val-de-Tage au Portugal).
Il est géré par l'autorité maritime nationale du Portugal à Oeiras (Grand Lisbonne).
Le fort est classé comme Immeuble d'intérêt public.

## Histoire
C'est une tour hexagonale, avec lanterne et galerie double, peinte en blanc. La tour est en maçonnerie apparente, la lanterne est rouge. Cette construction inhabituelle est placée sur une vieille forteresse qui a été reconvertie en un hôpital orthopédique moderne. Il se trouve en bord de mer et derrière se trouvent les collines raides et boisées du Parc naturel de l'Arrábida situé sur la rive nord de l'estuaire du Rio Sado. Le phare, à environ 9 km de Setúbal, marque le côté ouest de l'entrée du Rio Sado et du port de Setúbal. C'est un feu à occultations émettant quatre secondes de feu rouge, toutes les six secondes.
Identifiant : ARLHS : POR033 - Amirauté : D2150 - NGA : 3556.
|              |
| Fort d'Outão |